# Angela Aquereburu
Pour les articles homonymes, voir Aquereburu.
Ne doit pas être confondu avec Christelle Aquéréburu.
Angela Aquereburu Rabatel, née le 11 janvier 1977   au Togo, est une réalisatrice, productrice et auteure de fiction, présentatrice d’émissions télévisées et show runneuse togolaise. Elle est nommée directrice générale et dirige la Société de Radio et de Télévision du Bénin S.A (SRTB S.A) depuis le 12 février 2025 au Bénin.

## Biographie

### Enfance et études
Angela Aquereburu est née le 11 janvier 1977 au Togo. Elle fait une partie de ses études dans son pays natal et ensuite à Pointe-à-Pitre en Guadeloupe  (ville natale de sa mère),,. Elle poursuit ses études de commerce à l'ESCP en France. Après un parcours dans la distribution de matière premières puis dans les ressources humaines, elle se lance dans l'audiovisuel avec son époux,.

### Carrière
Le mercredi 12 février 2025, elle a été désignée Directrice générale de la Société de radio et télévision du Bénin (SRTB) ainsi que la Directrice de la télévision nationale, une double nomination qui témoigne de son ascension dans le secteur des médias,.
L’aventure de production audiovisuelle de Angela et Jean-Luc commence en 2009 avec « Caring International »,, pour ensuite passer à YOBO Studios en 2015, période qui marque le début de l’essor de leurs activités audiovisuelles. L'objectif de Yobo Studios est de fournir du contenu original « made in Togo » capable de concurrencer les productions internationales,,.
Elle rencontre la première ministre Victoire Tomegah-Dogbé pour demander le soutien du gouvernement pour la web-série Ahoé.

## Principales productions
- Réalisatrice et productrice : YoBo Studios
- Zem (136x3min) Canal Horizons/Tv5monde[12]
- Palabres (30x5min) canal horizons
- Mi-temps (40x3min) canal+ Afrique
- Hospital It S1 S2 (26x26min) Cote Ouest[14]
- Oasis s1 s2 s3 (60x26min) canal + international
- La dot (90min)
- L’ennemie de mon cœur (60min)
- Gombo croustillant (90min)
- Lonho gne (60min)

## Réalisatrice
- Voyage de rêve, ep. 7,8,10,20,24 ,25,26, TV5 Monde  (Go Production/Skyprod)
- Eki saison 2, ep. 2, 4, 6, 9, Canal+ International, (osso tv),
- Cacao s2 (en co-realisation), ep. 7,8,10,20,24 ,25,26) TV5 Monde  (Go Production/Skyprod)
- C'est la vie, Saison 3 (Keewu Production) : Épisodes 68 et 75.
- Oasis S2 S3 : Épisodes 21 à 60s.
- Mikoko (drame - long métrage)

## Productrice
- Les Maternelles d'Afrique, Saisons 1 à 6 TV5 Monde- Yobo Studios/OEEP
- Ahoé La web série (10x26min)-
- Ahoé Le film
- Ici C'est Logone
- L’Interrogatoire (comédie court métrage)
- Ma Klo (action long métrage)

## Prix/Sélections
- 2016 : Meilleure Série / Festival Vues d'Afrique pour Hospital IT
- 2017 : Sélection Officielle / Festival de fiction de La Rochelle  pour Hospital IT
- 2018 : Prix du Public OIF/ Festival Vues d'Afrique pour Oasis
- 2018 : Sélection officielle/ Festival de fiction de La Rochelle pour Oasis